# Tmarus contortus
Tmarus contortus là một loài nhện trong họ Thomisidae.
Loài này thuộc chi Tmarus. Tmarus contortus được Arthur Merton Chickering miêu tả năm 1950.